# Confederação Brasileira de Polo
A Confederação Brasileira de Polo é a associação nacional de polo do Brasil, tendo o estatuto de full member na Federação Internacional de Polo, a federação internacional que rege esta modalidade. Está sediada em São Paulo, e o seu presidente atualmente (2009) é Claudemir Siquini.

## Filiados
Um total de 4 federações estaduais estão filiadas à CBPolo, são elas:
- Federação Brasiliense de Polo (FBP);
- Federação de Polo do Estado do Rio de Janeiro (FPERJ);
- Federação Gaúcha de Polo (FGP);
- Federação Paulista de Polo (FPP);